# Władimir Andriejew (narciarz)
Władimir Michajłowicz Andriejew (ros. Владимир Михайлович Андреев, ur. 9 lutego 1958 w Dołgoprudnym) – rosyjski narciarz alpejski reprezentujący ZSRR. Zajął 9. miejsce w slalomie na igrzyskach w Lake Placid w 1980 r. Najlepszym wynikiem Andriejewa na mistrzostwach świata było 4. miejsce w kombinacji na mistrzostwach w Garmisch-Partenkirchen. Najlepsze wyniki w Pucharze Świata osiągnął w sezonie 1980/1981, kiedy to zajął 20. miejsce w klasyfikacji generalnej, a w klasyfikacji slalomu był siódmy.
Jego żona była narciarka alpejska i dwukrotna olimpijka Nadieżda Patrakiejewa.

## Sukcesy

### Puchar Świata

#### Miejsca w klasyfikacji generalnej
- 1978/1979 – 91.
- 1979/1980 – 51.
- 1980/1981 – 20.
- 1981/1982 – 84.
- 1982/1983 – 85.
- 1983/1984 – 63.

#### Miejsca na podium
1. Kitzbühel – 18 stycznia 1981 (slalom) – 2. miejsce
2. Oslo – 8 lutego 1981 (slalom) – 3. miejsce